# SO-20
La SO-20 está compuesta por dos tramos: el primero une la A-15 con la ciudad de Soria y que tiene como identificador  SO-20 ; el segundo que hace la función de carretera de circunvalación de Soria y que tiene como identificador  SO-20 . En total tiene unos 22 kilómetros.

## Tramos

### Conexión de la A-15 con Soria (Autovía)
Conecta la A-15 con la ciudad de Soria. Cuenta con unos 9 kilómetros y es el tramo Los Rábanos-Soria de la A-15. 
Está en servicio desde el año 2009.                                                                                                    
Empieza en el 64 km de la  A-15  y termina en el 9 km de la  SO-20 . Discurre paralela a la N-111.
| Denominación | Tramo                    | Kilómetros | Año servicio |
| ------------ | ------------------------ | ---------- | ------------ |
| SO-20        | Los Rábanos A-15 – Soria | 7,3        | 2009         |

### Circunvalación de Soria (Carretera)
Es una Carretera de Circunvalación que, sin contar los de la  SO-20  que conecta la A-15 con Soria, cuenta con unos 13 kilómetros. Desde el 9 km hasta el 12 km era perteneciente a la N-111. Desde el 14 km hasta el 22 km era perteneciente a la N-122. El tramo de la N-234 a su paso por Soria pasa por el centro de la ciudad.
Empieza en el 9 km de la  SO-20  y termina en el 149 km de la  N-122  y en el 345 km de la  N-234  .
Canaliza las carreteras N-122 N-234 y N-111 a su paso por la capital soriana. Además presta servicio al mayor polígono industrial de Soria, el polígono de Las Casas (aproximadamente 100 hectáreas).
Cuenta con un pequeño tramo de autovía; pero señalado como Carretera Nacional, por lo tanto es una carretera desdoblada; de unos 2 Kilómetros. Empieza en el 12 km  N-122   N-234   y termina en el 14 km  N-111 . Anteriormente este pequeño tramo pertenecía a las carreteras N-122 y N-111.
| Denominación | Tramo                                                                                       | Kilómetros | Año servicio |
| ------------ | ------------------------------------------------------------------------------------------- | ---------- | ------------ |
| SO-20        | Variante Oeste de Soria (Los Royales) Tramo: Los Rábanos SO-20 - Urbanización las Camaretas | 3          | 1996         |
| SO-20        | Variante Norte de Soria Tramo: Urbanización las Camaretas - Olmedillos N-234                | 8,5        | 1990         |

## Salidas
| Número de Salida | Nombre de Salida                                                            | Carretera que enlaza |
| ---------------- | --------------------------------------------------------------------------- | -------------------- |
|                  | Autovía de Navarra - A-15 Lubia - Madrid                                    | A-15                 |
| 5                | Los Rábanos                                                                 | N-111                |
| 8                | Los Rábanos - Quintana Redonda - Fuentepinilla                              | N-111 SO-100         |
| 9                | Soria (Sur)                                                                 | N-111a               |
|                  | Soria (Oeste) continúa por SO-20                                            | SO-20                |
| 12               | Soria (Oeste) - Burgos - Valladolid Segovia - Polígono Industrial Las Casas | N-122 N-234          |
| 14               | Soria (Norte) - Logroño                                                     | N-111                |
|                  | Soria - Almajano                                                            | SO-P-1001            |
| 21               | Soria (Este) - Polígono Industrial de Valcorba                              | N-234                |